# Oberland
Het kanton Oberland was een historisch Zwitsers kanton, dat ten tijde van de Helvetische Republiek (1798 tot 1803) bestond en dat het gebied van het Berner Oberland omvatte.
De bezetting door de Franse troepen in 1798 was het einde van het toenmalige grote kanton Bern. De bij Bern behorende gebieden Vaud, het Berner Oberland en de Onderaargau werden afgesplitst. Zoals in heel Zwitserland was men ook in het Oberland niet enthousiast over de nieuwe ordening; er bestonden geen separatistische bewegingen. Al in 1801 was de hereniging met Bern gepland. In de Mediationsakte van 1803 werd dit omgezet.
De hoofdstad van kanton Oberland was Thun.
Het kanton was onderverdeeld in 10 districten:
- Saanen
- Obersimmental
- Niedersimmental
- Frutigen
- Aeschi
- Thun
- Unterseen
- Interlaken
- Brienz
- Oberhasli